# Estética teológica
Teológica estética es el estudio interdisciplinario de teología y estética, y ha sido definida como aquella que "se trate con preguntas acerca de Dios, y en cuestiones de teología a la luz de y Sensación percibida a través de los conocimientos (la sensación, sentimiento, imaginación), a través de de belleza, y las artes ". Este campo de trabajo es amplio e incluye no sólo una teología de la belleza, sino también el diálogo entre teología y las artes, como la danza, drama, Película, literatura, música, poesía, y la artes visuales.
Notables teólogos y filósofos que se han ocupado de este tema incluyen Agustín de Hipona, Tomás de Aquino, Martín Lutero, Jonathan Edwards, Søren Kierkegaard , Karl Barth, y Hans Urs von Balthasar, entre otros.
En la estética teológica se ha visto recientemente un rápido crecimiento como objeto de debates, publicaciones y estudios académicos avanzados. En 1997, el doctor Jeremy Begbie, profesor de la Universidad de Cambridge y Santa Andrews, estableció el curso de Teología por medio de las artes proyecto, cuyas actividades incluyen conversaciones entre teólogos y artistas, cursos, publicaciones, festivales, iniciativas académicas, y de la iglesia iniciativas.